# Brietzer Mühle
Brietzer Mühle ist ein Wohnplatz des Ortsteils Brietz der Hansestadt Salzwedel im Altmarkkreis Salzwedel in Sachsen-Anhalt.

## Geografie
Die kleine Ansiedlung Brietzer Mühle liegt vier Kilometer nordwestlich von Salzwedel. Nördlich davon liegen die Brietzer Teiche, vier große Seen mit Flachgewässern. Sie entstanden durch den Tonabbau als Ziegeleiteiche und wurden seit Ende der 1990er-Jahre naturnah umgestaltet. So entstand ein Feuchtbiotop für Zug- und Brutvögel, das zum EU-Vogelschutzgebiet Landgraben-Dumme-Niederung gehört.

## Geschichte
Eine Wassermühle namens Brietzermühle wurde 1818 in einem Ortsverzeichnis erstmals erwähnt. Die Wassermühle wurde noch im Jahre 1873 von einem kleinen Graben gespeist, dem Brietzer Wasser, der nach Norden in die Salzwedeler Stadtforst strömte.

### Einwohnerentwicklung
| Jahr | Einwohner |
| ---- | --------- |
| 1818 | 4         |
| 1885 | 5         |

| Jahr | Einwohner |
| ---- | --------- |
| 1895 | 4         |
| 1905 | 4         |

## Religion
Die evangelischen Christen der Brietzer Mühle gehörten zur Pfarrei der St. Marien- und Mönchskirche in der Altstadt von Salzwedel.